# Belfast (Kanada)
Belfast är ett samhälle i Kanada.   Det ligger i provinsen Prince Edward Island, i den östra delen av landet, 1 000 km öster om huvudstaden Ottawa. Belfast ligger 14 meter över havet och antalet invånare är 1 839.
Terrängen runt Belfast är platt. Havet är nära Belfast västerut. Runt Belfast är det mycket glesbefolkat, med 7 invånare per kvadratkilometer.. Det finns inga andra samhällen i närheten. 
Omgivningarna runt Belfast är en mosaik av jordbruksmark och naturlig växtlighet.